# Skrytka DB-320

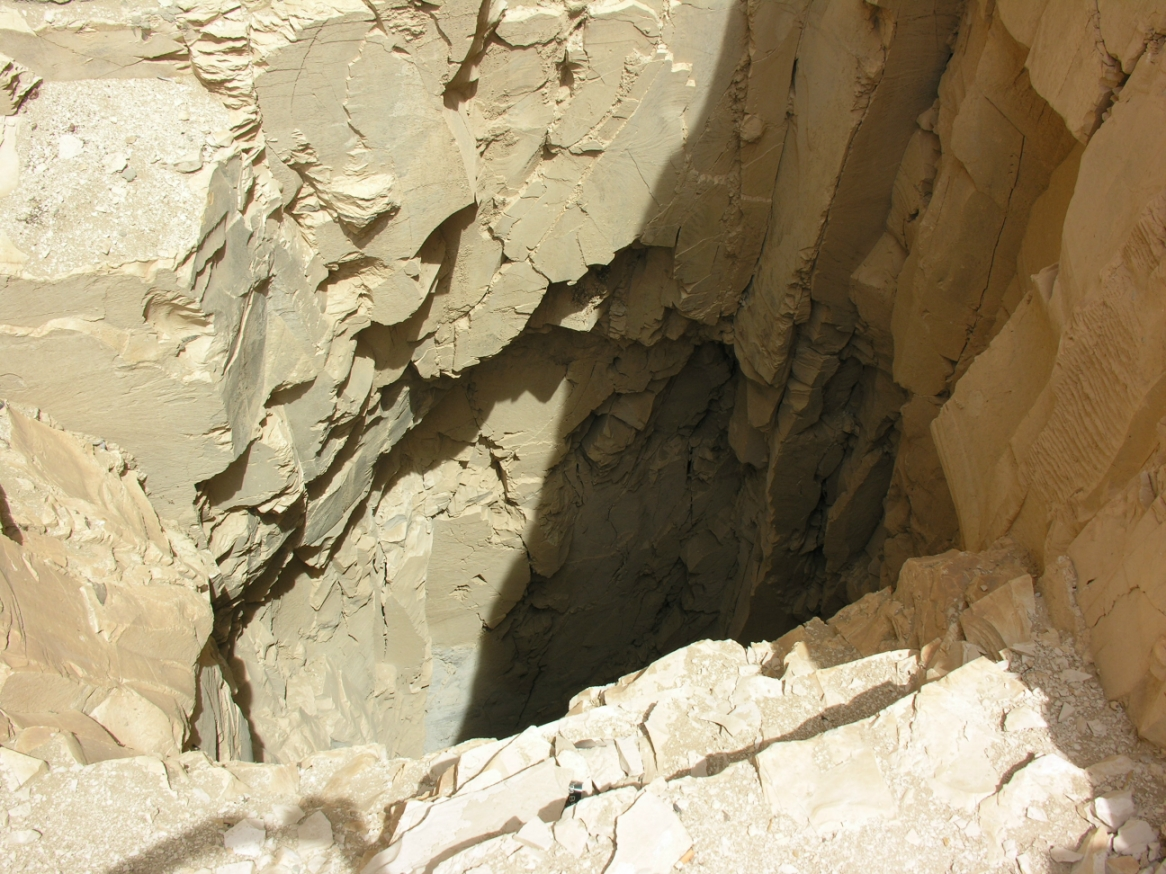
Grobowiec Skrytka DB–320

Skrytka DB–320, obecnie znana głównie jako TT320 – grobowiec znajdujący się na południe od świątyni Hatszepsut w dolinie Deir el–Bahari, w Tebach Zachodnich. Pierwotnie głęboki skalny grobowiec wykuty dla królowej Inhapi, jednej z małżonek królewskich z czasów XVII dynastii. Grobowiec urządzony w czasach XXI dynastii przez kapłanów pod przewodnictwem Pinodżema II (później również tam pochowanego). Znajduje się w nim około 50 pochówków.

## Konstrukcja
Wejście do grobowca zostało ukryte w szczelinie skalnej na samym końcu doliny. Do korytarza ze schodami prowadzi pionowy szyb o głębokości 12,86 m. Ten zaś wiedzie na zachód i zakręca w kierunku północnym. Następnie znajdują się schody prowadzące w dół; w ich połowie znajduje się nisza prowadząca na głębokość 3,3 m w zachodniej ścianie oraz drugi korytarz będący komorą grobową.

## Rabunki
Pod koniec Nowego Państwa proceder rabunków królewskich nekropolii stał się powszechny i niemalże nieskrywany. Rabusie wdzierali się do grobowców i rabowali wszelkiego rodzaju kosztowne przedmioty. Podczas tych rabunków nie pohamowywano się przed profanowaniem królewskich mumii. Wyrzucano je z sarkofagów i rozdzierano bandaże, spodziewając się znaleźć najpiękniejsze przedmioty na zabalsamowanych ciałach królów. Pierwsi władcy XXI dynastii wielokrotnie grzebali obrabowane i zniszczone królewskie mumie. W tym czasie grupa kapłanów pod przewodnictwem Pinodżema II postanowiła ukryć w bezpiecznym miejscu pozostałe jeszcze wyposażenie grobowe oraz same mumie władców. Mumie zabrano z ich pierwotnych miejsc pochówku, ponownie owinięto bandażami i złożono w trumnach, bądź to własnych, bądź należących do kogoś innego, i ukryto w głębokim, tajnym grobowcu, gdzie przeleżały blisko 3000 lat.

## Odkrycie
Przypadkowego odkrycia w czasach nowożytnych na początku lat siedemdziesiątych XIX wieku dokonał Ahmed Abd el–Rasul, pasterz z nieopodal położonej wioski Gurna. Oficjalna wersja wydarzeń podaje, iż szukając jednej z zaginionych kóz, natrafił na głęboki szyb w skalnej ścianie. Gdy opuścił się do wnętrza, jego oczom ukazał się widok szeregu trumien i sarkofagów, na których widniały królewskie kartusze. Niezwłocznie powiadomił o swym odkryciu swoich krewnych: syna oraz braci Mohammeda i Solimana. Rodzina Abd el–Rasul przez dziesięć lat eksploatowała skarbiec, wynosząc i sprzedając cenne przedmioty. Systematyczne pojawianie się na rynku starożytności wielu cennych przedmiotów zrodziło podejrzenie u badaczy znajdujących się w Egipcie, że dokonano znaleziska i trwa jego nielegalna eksploatacja.
Auguste Mariette, założyciel i ówczesny dyrektor Egipskiej Służby Starożytności, zakupił kilka papirusów królowej Henuttaui II, a Gastonowi Maspero zaproponowano zakup papirusów Nodżmet, żony Herhora. Po śmierci Mariette'a Gaston Maspero postanowił odnaleźć źródło pochodzenia cennych przedmiotów. W tym celu posłużono się prowokacją. Jeden z jego byłych studentów – Charles Edwin Wilbour – przyjechał do Luksoru, udając bogatego amerykańskiego turystę. Szybko zaoferowano mu sprzedaż papirusów i innych starożytnych przedmiotów. W ten sposób natrafiono na ślady prowadzące do rodziny Abd el–Rasul. W kwietniu 1881 roku aresztowano braci Rasul. Mimo chłosty i innych tortur, aresztowani twardo obstawali przy swoim zdaniu o swej niewinności. Po dwóch miesiącach zostali zwolnieni z aresztu. Wtedy, w wyniku żądań jednego z braci, który domagał się zwiększenia udziału w zyskach jako zadośćuczynienie za krzywdy doznane w areszcie, doszło pomiędzy nimi do kłótni, o której wieść szybko rozeszła się po całej okolicy. Nie mogąc dojść do porozumienia, Mohammed ujawnił w końcu całą sprawę gubernatorowi prowincji, Duad Paszy. Ten natychmiast zawiadomił Emila Brugscha, asystenta Gastona Maspero.
Na początku lipca 1881 roku archeolodzy pod przewodnictwem Emila Brugscha opuścili się w głąb skalnego szybu. Wewnątrz, w kilku pomieszczeniach i korytarzach, znajdowały się sarkofagi i trumny największych władców i dostojników Nowego Państwa. Trumny i sarkofagi zachowały się w doskonałym stanie. Na wielu wciąż błyszczały oznaki władzy królewskiej i kartusze z imionami władców. Wokół leżało wiele rozrzuconych fragmentów urn kanopskich i innych rytualnych naczyń. Emil Brugsch podjął natychmiast decyzję o przewiezieniu wszystkich mumii do Kairu. W tym celu wynajęto 300 robotników i statek parowy „El–Menshieh”, który należał do Muzeum Egipskiego w Kairze. Operację przeprowadzono z najwyższą ostrożnością i pod nadzorem archeologów. Gdy statek płynął Nilem do Kairu, na brzegi wyszły niezliczone rzesze mieszkańców Egiptu, aby oddać hołd dostojnym mumiom największych spośród władców. Był to jedyny w swym rodzaju orszak pogrzebowy, jakiego nigdy nie widziano w Egipcie. Wzdłuż brzegów Nilu odbywały się pogrzebowe rytuały. Mężczyźni strzelali z broni, a kobiety zanosiły się płaczem, wznosząc przenikliwy lament. 
W Kairze mumie umieszczono w Muzeum Egipskim. Obecnie spoczywają w szklanych gablotach, wystawione na widok publiczny w specjalnej, nowoczesnej sali, do której wstęp jest dozwolony po wykupieniu dodatkowego biletu.

## Wykaz znalezionych mumii
(Według kolejności ich położenia)
- Niezidentyfikowany mężczyzna "C".
- Ahmes–Inhapi – córka Senachtenre Ahmose, żona Sekenenre Tao – XVII dynastia tebańska.
- Duathathor–Henuttaui II – córka Ramzesa XI, żona Pinodżema I – XXI dynastia.
- Seti I – faraon – XIX dynastia.
- Ramzes II – faraon – XIX dynastia.
- fragmenty trumny Ramzesa I.
- Niezidentyfikowana kobieta "B" – być może Tetiszeri, żona Senachtenre Ahmose – XVII dynastia tebańska.
- trumna Pinodżema I, zawierająca mumię Totmesa I – faraon – XVIII dynastia.
- Amenhotep I – faraon – XVIII dynastia.
- Ahhotep II – pierwsza żona Amenhotepa I XVIII dynastia.
- Meritamon – druga żona Amenhotepa I – XVIII dynastia.
- Totmes I – faraon – XVIII dynastia.
- Totmes II – faraon – XVIII dynastia.
- Ahmose I – faraon – XVIII dynastia.
- Totmes III – faraon – XVIII dynastia.
- Sitamun – córka Ahmose I – XVIII dynastia.
- Siamon – syn Ahmose I – XVIII dynastia.
- Sekenenre Tao – faraon – XVII dynastia tebańska.
- Pinodżem I – arcykapłan Amona – XXI dynastia tebańska.
- Ahmes–Nefertari – żona Ahmose I XVIII dynastia wraz z Ramzesem III – XX dynastia.
- Ramzes III – faraon – XX dynastia – wraz z Ahmes–Nefertari w wielkiej 3 metrowej trumnie.
- Dżedptahiufanch – kapłan Amona – syn Ramzesa II – XIX dynastia.
- Isetemachbit IV – córka Mencheperre, żona Pinodżema II – XXI dynastia.
- Maatkare–Mutemhet – córka Pinodżema I i Duathathor Henuttauui II – XXI dynastia tebańska.
- Masaharta – arcykapłan Amona.
- Nesichonsu – żona Pinodżema II – XXI dynastia tebańska.
- Nestanebtaszeri – kapłanka Amona, córka Pinodżema II – XXI dynastia tebańska.
- Nodżmet – żona Herhora – XXI dynastia tebańska.
- Pinodżem II – arcykapłan Amona – XXI dynastia tebańska.
- Niezidentyfikowany mężczyzna – być może Ramzes I – faraon – XIX dynastia tebańska.
- Tajuheret – żona Masaharty.
- Ahmes–Henttimehu – córka Sekenenre Tao i Ahmes–Inhapi – XVII dynastia tebańska.
- Ahmes–Hentempet – córka Sekenenre Tao i Ahhotep – XVII dynastia tebańska.
- Ahmes–Sitkamose – córka Kamose – XVII dynastia tebańska.
- Rai – niania Ahmes–Nefertari.
- Ahmes–Sipair – syn Ahmose i Ahmes–Nefertari.
- Ahmes–Meritamon – córka Ahmose i Ahmes–Nefertari.
- Ramzes IX – faraon – XX dynastia.
- Niezidentyfikowany mężczyzna "E", być może książę Pentauret, syn i uczestnik zamachu na Ramzesa III.